# Томас Хърбърт
Томас Хърбърт е английски пътешественик и историк.

## Биография
Роден е в семейство в Йоркшир, той е учил в Тринити Колидж и Джесъс Колидж.
Той става лорд на Бедчеймбър при Чарлз I между 1647 и 1649. Като млад той води дипломатическа мисия до Персия и по-късно публикува пътепис. По време на гражданската война влиза в Парламента. През 1678 той публикува Threnodia Carolina, книга, която разказва за последните две години от живота на крал Чарлз I.